# United Indoor Football
Die United Indoor Football  (UIF) war eine Liga für Arena Football in den USA, die 2005 gegründet wurde. Nach vier Spielzeiten fusionierte die UIF 2008 mit der Intense Football League (IFL) und gründeten zusammen die Indoor Football League (IFL). 2008 wurde die Liga geschlossen.

## Geschichte
Die UIF gründete sich 2005 aus neun Vereinen aus der National Indoor Football League (NIFL) und aus zwei Vereinen aus der Minor League der Arena Football League (AFL), der af2.
Die Liga hatte ihren Sitz in Omaha, Nebraska und operierte vier Jahre lang, ehe sie sich 2008 mit der Intense Football League (IFL) zusammentat. Zusammen wurde die Indoor Football League (IFL) gegründet. Daraufhin wurde die Liga geschlossen.
Die Gründe für die Wechsel der Teams sind vielfältig. Viele Teams überzeugten das organisatorische und vor allem finanzielle Konzept ihrer bisherigen Liga nicht mehr und sahen daher in der neuen Liga bessere finanzielle und sportliche Perspektiven.
Das Finale wird United Bowl genannt.

## Gründungsteams
| Teamname                 | aus Liga |
| ------------------------ | -------- |
| Black Hills Red Dogs     | NIFL     |
| Evansville BlueCats      | NIFL     |
| Fort Wayne Freedom       | NIFL     |
| Lexington Horsemen       | NIFL     |
| Ohio Valley Greyhounds   | NIFL     |
| Omaha Beef               | NIFL     |
| Sioux City Bandits       | NIFL     |
| Sioux Falls Storm        | NIFL     |
| Tupelo FireAnts          | NIFL     |
| Tennessee Valley Raptors | af2      |
| Peoria Rough Riders      | af2      |

## UIF Saison 2005
Teilnehmende Mannschaften (11): Sioux City Bandits, Omaha Beef, Sioux Falls Storm, Black Hills Red Dogs, Fort Wayne Freedom, Ohio Valley Greyhounds, Peoria Rough Riders, Lexington Horsemen, Evansville BlueCats, Tennessee Valley Raptors, Tupelo FireAnts.
In der ersten Saison holte überraschend der Tabellenfünfte der regulären Saison den Titel. Die Sioux Falls Storm schalteten im Viertelfinale die an Position vier gesetzten Omaha Beef und im Halbfinale die an Position drei gesetzten Lexington Horsemen aus. Im Finale, dem United Bowl, gewannen die Storm gegen die Sioux City Bandits mit 40:38 vor 6.840 Zuschauern.

## UIF Saison 2006
Teams, die die Liga verlassen haben: Black Hills Red Dogs, Tupelo FireAnts, Tennessee Valley Raptors (wurden zu den Rock River Raptors)
Teams, die neu hinzugekommen sind: Rock River Raptors (ex Tennessee Valley Raptors), Bloomington Extreme
Teilnehmende Mannschaften (10): Sioux City Bandits, Omaha Beef, Sioux Falls Storm, Fort Wayne Freedom, Ohio Valley Greyhounds, Peoria Rough Riders, Lexington Horsemen, Evansville BlueCats, Rock River Raptors, Bloomington Extreme
Die Sioux Falls Storm beendeten die Saison mit 15 Siegen aus 15 Spielen. Im Halbfinale besiegte man erst die Evansville BlueCats, um anschließend im United Bowl die Lexington Horsemen mit 72:64 auszuschalten. MVP wurde Storm Quarterback Terrance Bryant, der acht Touchdowns warf.
Damit verloren die Storm kein einziges Saisonspiel. Schlusslicht der Tabelle waren die Peoria Rough Riders, die kein einziges ihrer 15 Saisonspiele gewinnen konnten.

## UIF Saison 2007
Teams, die die Liga verlassen haben: Fort Wayne Freedom, Peoria Rough Riders
Teams, die neu hinzugekommen sind: RiverCity Rage, Billings Outlaws, Colorado Ice
Teilnehmende Mannschaften (11): Sioux City Bandits, Omaha Beef, Sioux Falls Storm, Ohio Valley Greyhounds, Lexington Horsemen, Evansville BlueCats, Rock River Raptors, Bloomington Extreme, RiverCity Rage, Billings Outlaws, Colorado Ice
Den Sioux Falls Storm gelang es erneut die perfekte Saison zu spielen. Nach 15 Siegen in der regulären Saison warf man in den Playoffs erst Colorado, dann Billings raus. Im United Bowl kam es zur Neuauflage des Finals von 2006. Auch dort siegten die Storm 62:59 gegen die Horsemen.

## UIF Saison 2008
Teams, die die Liga verlassen haben: Ohio Valley Greyhounds, Lexington Horsemen, Evansville BlueCats, Rock River Raptors
Teams, die neu hinzugekommen sind: Wichita Wild
Teilnehmende Mannschaften (8): Sioux City Bandits, Omaha Beef, Sioux Falls Storm, Bloomington Extreme, RiverCity Rage, Billings Outlaws, Colorado Ice, Wichita Wild
In der Saison 2008 spielten die UIF erstmals mit der Intense Football League (IFL) den sogenannten National Indoor Bowl aus. Dabei traf der Sieger der UIF auf den Sieger der IFL.
Auch 2008 holten sich die Sioux Falls Storm den Titel. Nach der regulären Saison mit 11 Siegen und 3 Niederlagen besiegte man im Halbfinale erst die Billings Outlaws mit 46:44, ehe man im United Bowl die Bloomington Extreme mit 40:35 besiegte.
Damit holten sich die Storm alle 4 United Bowls der Ligageschichte.
Zum krönenden Abschluss besiegte man im National Indoor Bowl auch die Louisiana Swashbucklers, den Sieger aus der Intense Football League, mit 54:42.
Nach diesem Spiel schlossen sich beide Ligen zusammen und gründeten die Indoor Football League (IFL). Die UIF wurde aufgelöst.

## Meisterschaften im Überblick
Die Meisterschaft, der United Bowl, wurde in allen vier Saisonen von den Sioux Falls Storms gewonnen.
| United Bowl | Ort                                          | Punktzahl Gast         | Punktzahl Heim        |
| ----------- | -------------------------------------------- | ---------------------- | --------------------- |
| I           | Gateway Arena, Sioux City, Iowa              | Sioux Falls Storm 40   | Sioux City Bandits 38 |
| II          | Sioux Falls Arena, Sioux Falls, South Dakota | Lexington Horsemen 64  | Sioux Falls Storm 72  |
| III         | Sioux Falls Arena, Sioux Falls, South Dakota | Lexington Horsemen 59  | Sioux Falls Storm 62  |
| IV          | Sioux Falls Arena, Sioux Falls, South Dakota | Bloomington Extreme 35 | Sioux Falls Storm 40  |

## Alle jemals teilnehmenden Teams der UIF
- Billings Outlaws (2007–2008)
- Black Hills Red Dogs (2005)
- Bloomington Extreme (2006–2008)
- Colorado Ice (2007–2008)
- Dayton Warbirds (geplant für 2005, kam nie zum Einsatz)
- Evansville BlueCats (2005–2007)
- Fort Wayne Freedom (2005–2006)
- Lexington Horsemen (2005–2007)
- Ohio Valley Greyhounds (2005–2007)
- Omaha Beef (2005–2008)
- Peoria Rough Riders (2005–2006)
- RiverCity Rage (2007–2008)
- Rock River Raptors (2005–2007, als Tennessee Valley Raptors 2005)
- Sioux City Bandits (2005–2008)
- Sioux Falls Storm (2005–2008)
- Tupelo FireAnts (2005)
- Wichita Wild (2008)